# Partula langfordi
Partula langfordi је пуж из реда Stylommatophora и фамилије Partulidae. 

## Угроженост
Ова врста је крајње угрожена и у великој опасности од изумирања.

## Распрострањење
Само Маријанска острва.

## Станиште
Врста Partula langfordi има станиште на копну.